# Rue Pierre-Villey
La rue Pierre-Villey est une voie du 7e arrondissement de Paris, en France.

## Situation et accès
La rue Pierre-Villey est une voie publique située dans le 7e arrondissement de Paris. Elle débute au 92, rue Saint-Dominique et se termine en impasse.

## Origine du nom

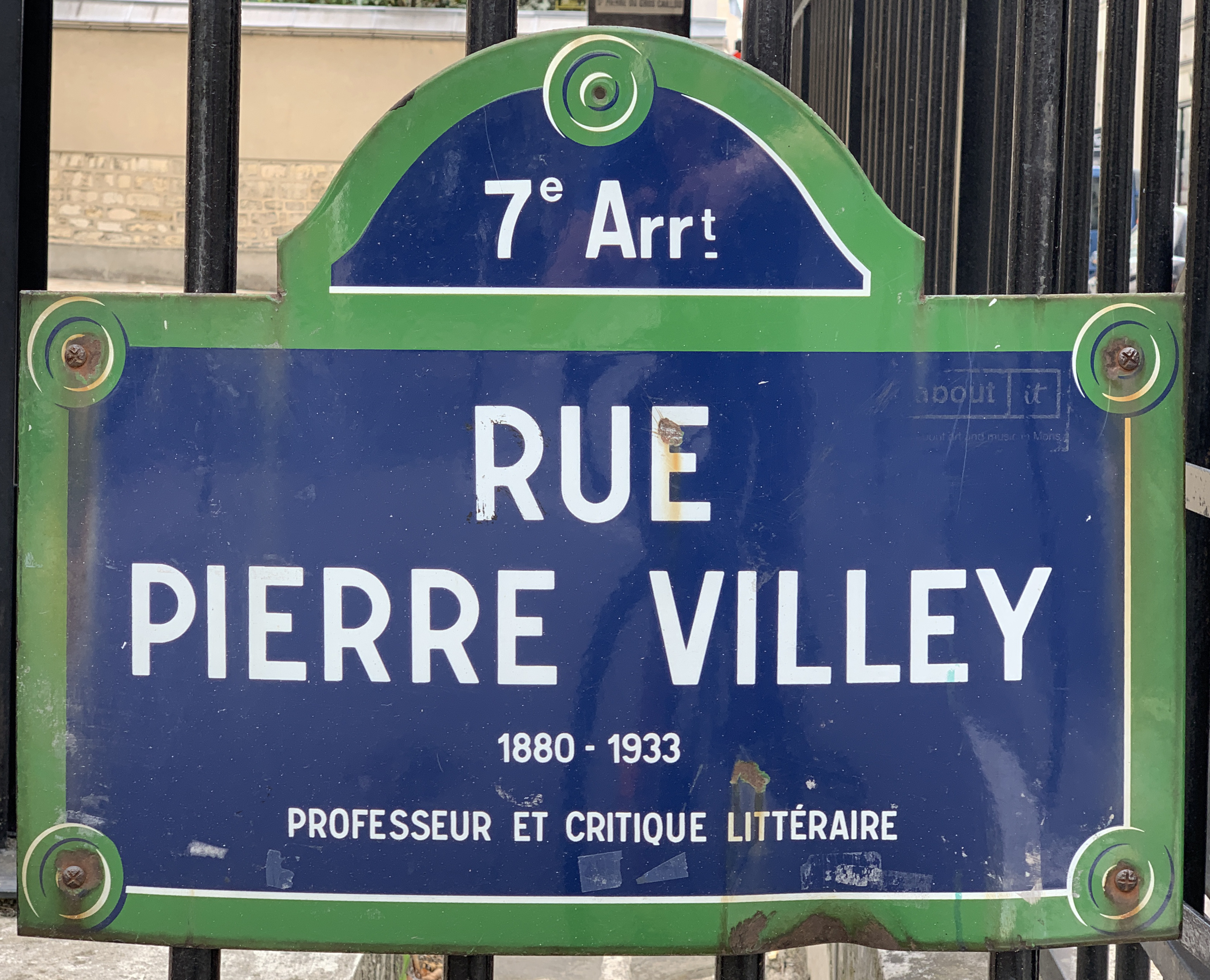
Plaque de la rue.

Elle porte le nom de Pierre Villey (1879-1933), aveugle à l'âge de quatre ans, qui devient cependant normalien, professeur à la faculté des lettres de Caen, spécialiste de la littérature du XVIe siècle, quatre fois lauréat de l'Académie française, et secrétaire général de l'association Valentin Haüy.

## Historique
Cette voie est ouverte, par la Ville de Paris, sous le nom de « rue Cler prolongée » en 1936.
Classée dans la voirie de Paris par un arrêté du 20 novembre 1953, elle prend sa dénomination actuelle par un arrêté du 14 septembre 1970.